# Liste der Biografien/Dorg
Liste der Biografien |
Portal Biografien |
Personensuche
# |
A |
B |
C |
D |
E |
F |
G |
H |
I |
J |
K |
L |
M |
N |
O |
P |
Q |
R |
S |
T |
U |
V |
W |
X |
Y |
Z |
?
 
Da |
Db |
Dc |
Dd |
De |
Dg |
Dh |
Di |
Dj |
Dk |
Dl |
Dm |
Dn |
Do |
Dq |
Dr |
Ds |
Du |
Dv |
Dw |
Dy |
Dz
 
Doa |
Dob |
Doc |
Dod |
Doe |
Dof |
Dog |
Doh |
Doi |
Doj |
Dok |
Dol |
Dom |
Don |
Doo |
Dop |
Doq |
Dor |
Dos |
Dot |
Dou |
Dov |
Dow |
Dox |
Doy |
Doz
 
Dora |
Dorb |
Dorc |
Dord |
Dore |
Dorf |
Dorg |
Dorh |
Dori |
Dorj |
Dork |
Dorl |
Dorm |
Dorn |
Doro |
Dorp |
Dorr |
Dors |
Dort |
Doru |
Dorv |
Dorw |
Dory |
Dorz
Die Liste der Biografien führt alle Personen auf, die in der deutschsprachigen Wikipedia einen Artikel haben. Dieses ist eine Teilliste mit 23 Einträgen von Personen, deren Namen mit den Buchstaben „Dorg“ beginnt.

## Dorg

### Dorga
- Dorgan, Byron (* 1942), US-amerikanischer Politiker
- Dorgathen, Hendrik (* 1957), deutscher Illustrator und Zeichner

### Dorge
- Dörge, Adolf (1938–2012), deutscher Physiologe
- Dörge, Christian (* 1969), deutscher Schriftsteller, Theaterschauspieler, Theaterregisseur, Musiker
- Dörge, Eduard (1841–1925), deutscher Schmied und Erfinder des Kipppfluges
- Dörge, Karl (1899–1975), deutscher Mathematiker
- Dørge, Pierre (* 1946), dänischer Komponist und Jazz-Gitarrist
- Dörge, Wilhelm (1922–2017), deutscher Politiker (CDU), MdL
- Dörge-Schröder, Hildegard (1901–1986), deutsche Architektin
- Dorgebray, Robert (1915–2005), französischer Radrennfahrer
- Dorgeles, Nene (* 2002), malischer Fußballspieler
- Dorgelès, Roland (1885–1973), französischer Journalist, Abenteurer und Schriftsteller
- Dorgelo, Otto von (1565–1625), Dompropst in Münster
- Dörgeloh, Nils (* 1979), deutscher Schauspieler
- Dorgères, Henri (1897–1985), französischer Politiker und Bauernvertreter
- Dorgerloh, Annette (* 1961), deutsche Kunsthistorikerin
- Dorgerloh, Fritz (1932–2025), deutscher evangelischer Theologe
- Dorgerloh, Hartmut (* 1962), deutscher Kunsthistoriker, Generaldirektor der Stiftung Preußische Schlösser und Gärten Berlin-BrandenburgHartmut Dorgerloh (* 1962)

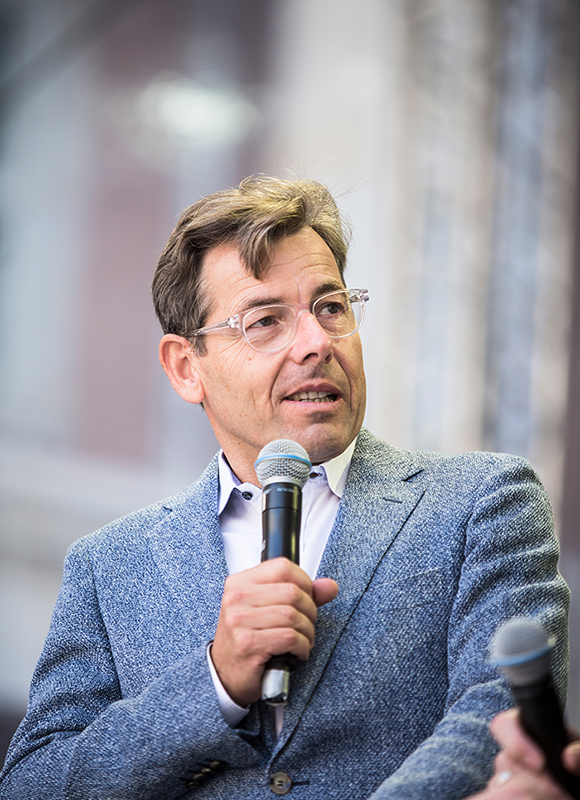
Hartmut Dorgerloh (* 1962)

- Dorgerloh, Stephan (* 1966), deutscher evangelischer Theologe und Politiker (SPD)

### Dorgh
- Dorgham, Mostafa (* 1996), ägyptischer Snookerspieler

### Dorgo
- Dorgon (1612–1650), Wegbereiter der mandschurischen Herrschaft über China

### Dorgu
- Dorgu, Patrick (* 2004), dänischer Fußballspieler
- Dorguth, Friedrich (1776–1854), deutscher Jurist und Philosoph